# Daniel Pimentel
Daniel Antonio Pimentel, a volte accreditato anche con il cognome Pimential (1987), è un modello brasiliano.

## Carriera
Daniel Pimentel ottiene il primo contratto da una agenzia di moda nel 2005, da parte della Storm Model Agency di Johannesburg. In seguito, il modello viene assunto dalla Ford Models di Los Angeles ed ottiene una certa popolarità dopo essere apparso nel controverso servizio fotografico di Steven Meisel Make Love, Not War, pubblicato su Vogue Italia nel settembre 2007. Al fianco di Pimentel, nel servizio fotografico comparivano celebri top model come Agyness Deyn, Caroline Trentini, Julia Stegner, Missy Rayder e Raquel Zimmermann.
Nel corso della sua carrieraha lavorato per Pepe Jeans, Diesel SpA, Puma, Kenneth Cole, Levi 501s, Dolce e Gabbana, Macy's, Roberto Cavalli, Lacoste, Gap, Alexander McQueen, Custo Barcelona e per il profumo cK One. È inoltre comparso nelle riviste GQ (fotografato da Peggy Sirota),
Nel 2009 è stato scelto, insieme a Sam Way e Tony Ward come testimonial per la campagna pubblicitaria internazionale del profumo Only the Brave della Diesel.

## Agenzie
- Storm Model Agency - Johannesburg
- Models 1 Agency
- Ford Models - Los Angeles